# Thomas Haden Church
Thomas Haden Church (de nom real Thomas Richard McMillen, Fort Worth, Texas, 17 de juny de 1960) és un actor, productor executiu, director i guionista estatunidenc.

## Biografia
Thomas Haden Church comença la seva carrera a la ràdio, a la vegada com a DJ i presentador. Sobretot és actor de sèries (Ned & Stacey, Wings) i de telefilms a l'inici, només després de la seva aparició al documental Stolen Moments (1997), decideix marxar a Califòrnia per arrencar una autèntica carrera d'actor al cinema.
Enllaça llavors molts films, des de George de la jungla, amb Brendan Fraser, a George de la jungla 2 (2003), passant per Destinació: Graceland (2001), film d'atracaments amb un sosias d'Elvis Presley interpretat per Kurt Russell. Aprofita també per realitzar un film, Rolling Kansas (2003), on els seus herois drogats busquen arribar al paradís de la marihuana.
Veient que la seva carrera no arrenca, Thomas Haden Church prefereix tornar al seu Texas natal. Havent perdut per poc el paper interpretat per Dermot Mulroney a About Schmidt, el director Alexander Payne el recorda i li proposa el de Jack, gran aficionat al vi i al bon viure a Entre copes (2004), al costat de Paul Giamatti. És la revelació del film i obté una nominació per a l'Oscar al millor actor secundari.
Ha calgut doncs molt temps a Thomas Haden Church per a finalment veure la seva carrera enlairar-se. Plebiscitat per molts directors, esdevé el nou malvat de Spider-Man 3 (2007), succeint a Willem Dafoe i Alfred Molina. El mateix any, és premiat amb un Emmy per al seu paper a la mini-sèrie Broken Trail. El reconeixement de critica i públic és definitiu. Però més aviat que d'encadenar grans produccions, privilegia films atípics i més modestos, com Don McKay, amb Melissa Leo i Elisabeth Shue, o Smart People al costat de Dennis Quaid.
La continuació de la seva carrera conserva aquesta línia de conducta. Tot i fer projectes prou consensuals, a La imatge dels seus somnis (2009) i We Bought a Zoo (2012), o produccions com John Carter, on s'amaga sota els trets d'un marcià de nom Tal Hajus, Thomas Haden Church aporta la seva contribució a films més discrets, com Easy Girl (2010), portat per Emma Stone, o la comèdia dramàtica familiar Another Happy Day (2011) de Sam Levinson.

## Filmografia
- 1993: Tombstone: Billy Clanton
- 1995: El Cavaller del Diable: Roach
- 1997: George de la jungla: Lyle Van de Groot
- 1998: Assalta'l com puguis (Free Money): Larry
- 1998: El pla de la Susan (Susan's Plan): Dr Chris Stillman
- 2000: The Specials: Ted Tilderbrook/The Strobe
- 2001: Els reis del crim (3000 Miles to Graceland) : Quigley
- 2002: En aigües terboles: David Hardwick
- 2003: George de la jungla 2: Lyle Van de Groot
- 2004: Entre copes (Sideways): Jack
- 2005: Spanglish: Mick
- 2006: Idiocracy: el PDG de Brawndo
- 2006: La teranyina de la Carlota: Brooks (veu)
- 2006: Els nostres veïns els homes: Véve l'exterminator
- 2007: Spider-Man 3 de Sam Raimi: Flint Marko / l'Home-Sorra
- 2009: Smart People: Chuck Wetherhold
- 2009: Don McKay: Don McKay
- 2009: Imagine That: Johnny Whitefeather
- 2009: Els zintrus: Tazer (veu)
- 2009: All About Steve: Hartman Hughes
- 2010: Rumors i mentides: M. Griffith
- 2011: Another Happy Day de Sam Levinson: Paul
- 2012: We Bought a Zoo de Cameron Crowe: Duncan Mee
- 2012: John Carter d'Andrew Stanton: Tal Hajus
- 2012: Killer Joe de William Friedkin: Ansel Smith
- 2013: Whitewash d'Emanuel Hoss-Desmarais: Bruce
- 2013: Lucky Them de Megan Griffiths: Charlie
- 2014: Heaven Is for Real de Randall Wallace: Jay Wilkins
- 2015: Max de Boaz Yakin: Raymond "Ray" Wincott
- 2017: Crash Pad de Kevin Tent: Grady
- 2019: The Peanut Butter Falcon de T.Nilson i M.Schwartz: Salt Water Redneck
- 2019: Hellboy